# Curse of Mesopotamia
Curse of Mesopotamia é um filme de terror de 2015, realizado por Lauand Omar, no Curdistão iraquiano. É considerado o primeiro filme de terror curdo (em contraste com grande parte da cinematografia curda, que consiste essencialmente em filmes de teor político sobre as lutas do povo curdo).

## Sinopse
O filme baseia-se na lenda curda de Kawa, o ferreiro, que teria libertado o povo curdo de um rei demoníaco que comia cérebros humanos, transposta para os tempos modernos.
Na atualidade, cinco pessoas que não se conhecem têm o mesmo pesadelo, e são aconselhadas por um psiquiatra a viajar até uma região semelhante à que aparece no sonho - Erbil, no Iraque. Lá chegados, revela-se que os personagens são a reencarnação de protagonistas da lenda original, e que um demónio pretende repetir esses acontecimentos lendários, mas com um desfecho diferente.

## Elenco
- Melissa Mars.........Amira / Rainha Lale
- Terrel Carter........Tony / Karmael
- Karim Saidi..........Rei Azdahak
- Kaoutar Boudarraja...Zuleykha
- Mauricio Rousselon...John / Kawa
- Hania Amar...........Veronique / Gule
- Stacy Thunes.........Dr. Barbara / Efrite
- Ana Sinclair.........Dalia / Rainha Kandalana

## Produção
O filme era um projeto de há muitos anos de Lauand Omar, que planeou vender alguns terrenos da sua família para obter dinheiro para tal.
Em agosto de 2014, pouco depois de começar a rodagem do filme, em Erbil, no Curdistão iraquiano, as filmagens foram interrompidas devido aos ataques do Estado Islâmico, até porque muitos membros locais da equipe de filmagens tiveram que participar nos combates. Melissa Mars, uma atriz francesa com um dos principais papéis do filme, comentou que "no filme estávamos falando de heróis que foram lutar pelas suas famílias e pelos seus valores - e então isso aconteceu na realidade".
Na altura, o filme parecia impossível de concluir, com as filmagens interrompidas, os atores estrangeiros a regressarem aos seus países e todo o orçamento gasto, com apenas 40% do filme gravado. No entanto, Omar conseguiu recolher financiamentos adicionais (no total, o orçamento foi de 800.000 dólares norte-americanos), tendo o filme sido concluído na Jordânia.

## Receção
Curse of Mesopotamia teve a sua primeira exibição num cinema em Erbil, em 2015. Na primeir semana de exibição, foi o segundo filme mais visto no Iraque (depois de Spectre, de James Bond/007), tendo sido o filme curdo de 2015 com maior audiência.